# Trevor Findlay

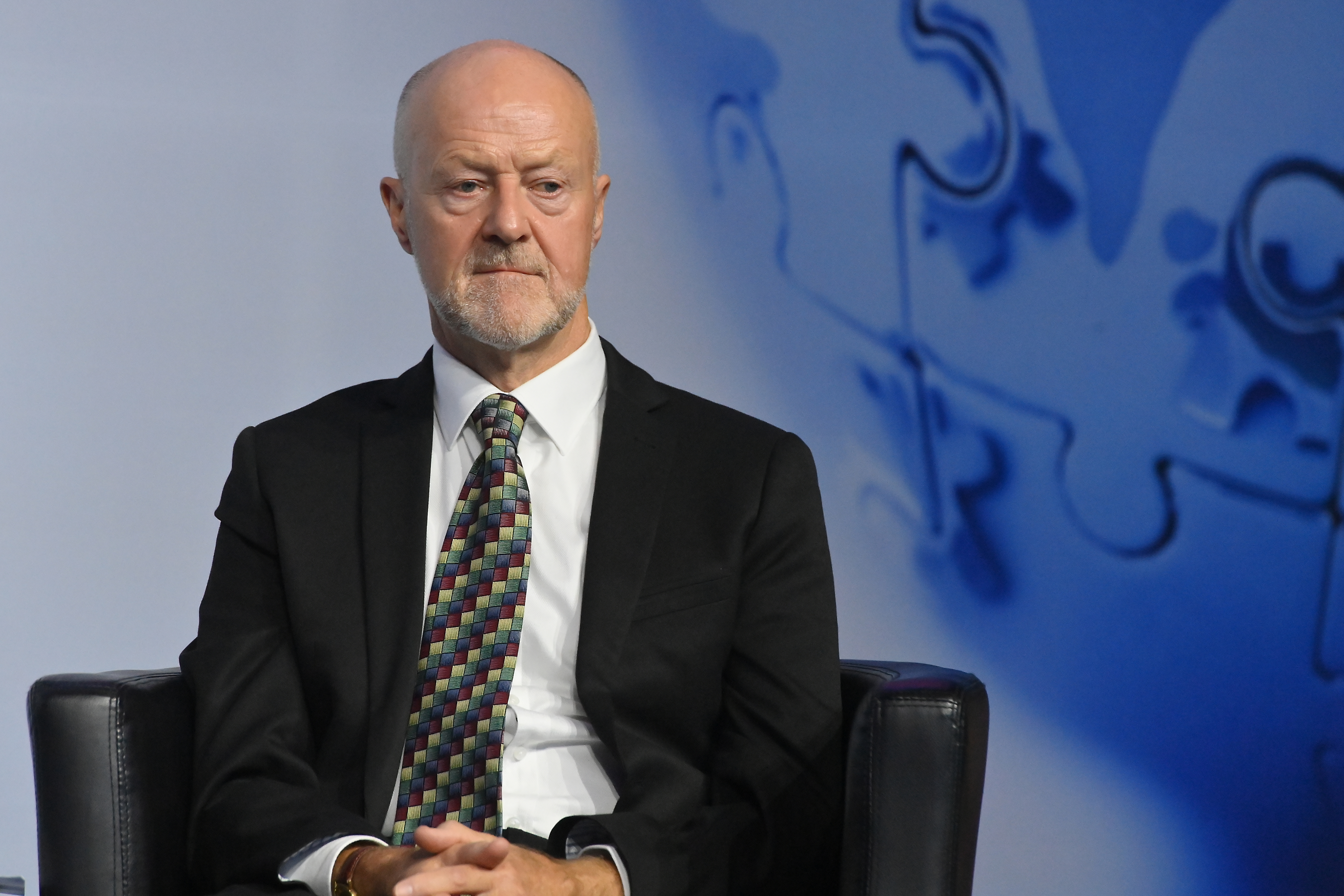
Trevor Findlay

Trevor Findlay es el director del Proyecto de Energía Nuclear del Futuro (en inglés: Nuclear Energy Futures Project) en el Centro para la Innovación en Gobernabilidad Internacional (en inglés: Centre for International Governance Innovation, CIGI) en Waterloo, Ontario. Él encabeza el proyecto CIGI sobre el futuro de la IAEA. Findlay escribió el informe sobre el Futuro de la Energía Nuclear al 2030 (en inglés: Future of Nuclear Energy to 2030) que dice: la transparencia y colaboración debería surgir estableciendo una red global de seguridad nuclear que involucre a todas las partes interesadas - organizaciones internacionales relevantes, gobiernos, sociedad civil y lo más importante, la industria nuclear.
Findlay también es profesor de la Escuela Norman Paterson para Asuntos Internacionales y director del Centro Canadiense para el Cumplimiento de Tratados (en inglés: Canadian Centre for Treaty Compliance) de la Carleton University.